# 청자 철화 장수황씨 병형 묘지
청자 철화 장수황씨 병형 묘지는 대전광역시 유성구에 있는 묘지이다. 2017년 12월 27일 대전광역시의 유형문화재 제56호로 지정되었다.

## 개요
청자 철화 장수황씨 병형 묘지는 15세기 말 공주 학봉리 일원에서 제작된 것으로 추정되는 원통형 항아리 모양의 도자로, 묘지의 주인은 김국광(1415-1480)의 배위인 장수 황씨 부인이다. 외면 전체를 돌아가며 철화안료로써 묘지명을 필사하였는데, 묘지명의 찬자는 무령군 유자광(1439-1512)임. 흔치 않은 묘지의 형태, 묘주의 확인, 제작시기와 제작지를 충분케도 추정할 수 있는 자료이다.

## 참고 문헌
- 청자 철화 장수황씨 병형 묘지 - 국가유산청 국가유산포털